# Diri (Einheit)
Diri war ein sudanesisches Längenmaß und entsprach der Elle.
- 1 Diri = 0,58 Meter